# Чернявские Малыничи
Чернявские Малыничи (бел. Чарняўскія Малынічы) — посёлок в Чечерском районе Гомельской области Белоруссии. Входит в состав Ленинского сельсовета.

## География

### Расположение
В 7 км на юг от Чечерска, 44 км от железнодорожной станции Буда-Кошелёвская (на линии Гомель — Жлобин), 72 км от Гомеля.

### Гидрография
На окраине озеро Старое, на западе мелиоративные каналы, соединённые с рекой Сож (приток реки Днепр).

## Транспортная сеть
Транспортные связи по просёлочной, затем автомобильной дороге Чечерск — Присно. Планировка состоит из короткой, почти меридиональной улицы, к которой на западе и востоке присоединяются 2 короткие улицы. Застройка двусторонняя, деревянная, усадебного типа.

## История
Основан в начале XX века переселенцами из соседних деревень, преимущественно из деревень Старые Малыничи, Новые Малыничи и Средние Малыничи. В 1930 году организован колхоз. Во время Великой Отечественной войны на фронтах и в партизанской борьбе погибли 34 жителя, память о них увековечивает обелиск, установленный в 1974 году в центре деревни. Согласно переписи 1959 года в составе колхоза имени В. И. Ленина (центр — посёлок Вознесенский).

## Население
- 1959 год — 190 жителей (согласно переписи).
- 2004 год — 8 хозяйств, 13 жителей.